# ミッドウェー島砲撃
ミッドウェー島砲撃（ミッドウェーとうほうげき）とは、日本軍が1941年12月の真珠湾攻撃に呼応して駆逐艦により実施したミッドウェー島に対する砲撃。また、1942年にも、潜水艦の砲撃で二度実施され、ミッドウェー作戦でも重巡洋艦の砲撃が計画されたが、中止された。

## 1941年

### 計画
ミッドウェー島は1867年にアメリカ領となったが、軍事面との縁ができたのは1903年に海軍省の管轄下で海底電信施設が建設が行われたころからで、施設防衛のために海兵隊が派遣されたころからである。しかし、日本の委任統治下にあった南洋諸島と同様に、ワシントン海軍軍縮条約の取り決めで本格的な施設建設はできなかった。1934年、無条約時代を見越したアメリカはパンアメリカン航空に中継基地を建設させ、間接的に軍事的価値があるかどうかを再確認させた。無条約時代が到来すると軍事施設の整備に本腰を入れ始め、飛行艇と海兵隊を常駐させて航空基地としての一歩を築いた。サンド島とイースタン島の間を爆破して水路を構築したのもこのころで、ミッドウェー島の基地としての価値にお墨付きを与えたのは、アーサー・ヘプバーン少将が委員長を務めた防備に関する委員会における、「真珠湾の次に重要性がある」という報告であった。ミッドウェー島に航空基地が完成したのは1941年8月18日のことであり、飛行艇による哨戒飛行が開始された。
アメリカがミッドウェー島に航空基地を完成させてからおよそ1か月後の9月11日から20日の間、日本海軍の海軍大学校では2つの図上演習が行われた。そのうちの一つは第一航空艦隊が作成した計画に基づく『ハワイ作戦特別図上演習』であり、その中に早くもミッドウェー島砲撃の素案が含まれていた。この時点で日本側がつかんでいたミッドウェー島に関する情報には「水上基地 飛行艇二個中隊に対する施設工事中」というものがあった。砲撃の企図も「引き揚げ航路掩護のため」と位置付けられ、演習上では真珠湾攻撃日の3日前に攻撃隊を分離して攻撃させることになっていた。
その後、真珠湾攻撃計画が現実味を帯びると、ミッドウェー島への攻撃計画は砲撃に加えて空襲も追加された。すなわち、第一航空艦隊が真珠湾攻撃を行った際に損傷艦を出したり、燃料の都合などの不具合が生じた場合は最短経路で日本に帰投しなければならなくなるので、その場合のミッドウェー島攻撃は従前の攻撃隊に加え、第五航空戦隊（原忠一少将）と第三戦隊（三川軍一中将）の戦艦「霧島」を抽出して、真珠湾攻撃の2日後にミッドウェー島を攻撃することが決められた。のちに攻撃理由に「又空襲ノ戦果大ニ揚リ敵ノ反撃ニ対シ大ナル考慮ヲ要セザル場合」が追加された。

### 経過

#### 砲撃
11月16日、南雲は小西、「潮」駆逐艦長上杉義男中佐、「漣」駆逐艦長上井宏中佐を旗艦「赤城」に招致して激励し、「潮」と「漣」は11月21日に佐伯湾を出港して横須賀に回航、準備のあと館山湾で給油艦「尻矢」と会合して作戦の打ち合わせと給油訓練を行った。11月27日の夕食時にミッドウェー島砲撃作戦が公表され、艦内では一時間ばかりの無礼講による宴が開かれた。この時点で「尻矢」は補給地点に先回りのため、すでに出港していた。
11月28日正午、ミッドウェー破壊隊は館山を出港。12月2日に最初の燃料補給を行うことになっていたが、補給地点にいるはずの「尻矢」の姿が見えないということで少しばかりの騒ぎとなった。燃料不足に陥れば「ミッドウェー島に艦もろとも敵前上陸をするよりほかはない」との話もささやかれ、小西は「尻矢」を真っ先に見つけた者に作戦終了後、一日の特別休暇を与えることを公表して乗組員は「尻矢」捜索に躍起となった。しかし、「見張りが有利」との予想を覆して最初に「尻矢」を発見したのは、他ならぬ小西本人であった。その後、12月4日と6日に燃料補給を行い、「尻矢」は反転して砲撃終了後の会合点に向かい、破壊隊はミッドウェー島に針路を向けた。アメリカ側に発見されることもなくミッドウェー島に接近し、島影が低いため発見に難渋したものの、12月8日17時47分に1万5千メートルの距離にミッドウェー島を発見し、戦闘配置が令された。月の出ている夜だったが、月光がミッドウェー島のみを照らす状況であった。
18時31分、破壊隊はサンド島のアンテナに対して砲撃を開始。最初の砲撃は5分間続き、「漣」ではアンテナの1つが傾斜したと判断した。18時51分からサンド島の施設に対して二度目の砲撃が開始され、燃料タンクと航空機格納庫に命中弾を与えて炎上させた。ミッドウェー島の海兵隊が裸のまま消火作業をやっている姿を見たとも伝えられ、やがて探照灯を照らして反撃を行ってきたが破壊隊に被害なく、「潮」は108発、「漣」は193発発射ののち、19時25分に砲撃を終えて避退に移った。破壊隊は12月10日に「尻矢」と会合して燃料補給を行い、12月17日にも燃料補給を行ったあと、12月21日に佐伯湾に帰投した。12月22日、2隻は呉に到着した。
大本営海軍部発表（昭和十六年十二月九日午前十時五十分）「帝国海軍艦艇は昨八日午後ミッドウエーを急襲、猛烈なる砲撃を加へ同島の飛行機格納庫、燃料庫などを炎上せしめたり、我方損害なし」と報じられた。

#### 空襲計画
真珠湾攻撃を実施した第一航空艦隊の損失は29機であった。連合艦隊司令部では、参謀長宇垣纏中将が「夜間の駆逐艦二隻に依る砲撃何程のことやあらん」としてミッドウェー島への砲撃を提案し、他の参謀達も同意した。そこで連合艦隊司令部は、連合艦隊電令作第十四号「機動部隊ハ帰路情況ノ許ス限リ「ミッドウェー」島ヲ空襲シ之ガ再度使用ヲ不可能ナラシムル如ク徹底的破壊ニ努ムベシ」という電文を送って、ミッドウェー島攻撃を第一航空艦隊に促した。
第一航空艦隊長官南雲忠一中将はこれに基づいて、12月10日に各艦に対して信号によりミッドウェー島攻撃の意思を伝えた。これに先立ち、第一航空艦隊でもミッドウェー島攻撃の際には第五航空戦隊、「霧島」に駆逐艦「浦風」と「秋雲」を付することを内定していた。しかし、悪天候が続いて補給ができなかった関係もあり、具体的な攻撃計画は立てられず、12月14日にはミッドウェー島の北西に至ったので攻撃は遂に行われなかった。第二航空戦隊司令官山口多聞少将は、南雲長官が予定航路を進み、ミッドウェー島に近接する行動をとらないので、「命令であるから万難を排して完遂するように努力すべきであり、また現在地は荒天であるが、ミッドウェーに近づけば天候も回復し攻撃の可能性がある」と、「赤城」と信号で交渉するも聞き入れられず、直談判しようと飛行機を準備したが、悪天候が続いていたため果たせなかった。
この命令に関し、第一航空艦隊司令部は批判的であり、参謀長草鹿龍之介少将は「これは命令であるから否応なく実施すべく麾下に命令を発したのであるが、私として甚だしく不愉快であった。機動部隊の全力を挙げて、ミッドウェーをたたくことは何でもないことだが、攻撃するなら組織的に一応の計画を樹（た）てて、慎重にやるべきだ。当時の情勢としては、必ずしもミッドウェーをたたく必要もなく、また、たたいてみたところで土地をたたくまでのことである。これを帰りがけの駄賃に一稼ぎさせようという連合艦隊の出来心が気に食わない。大冒険を決行し大戦果を挙げて意気揚々として引き揚げて来る機動部隊に対しては、脚下に気をつけて怪我をするなと面倒をみることこそ最高司令部の心構えでなければならない。」「疾風のように敵に近づき一撃を加え、うまくその所在を隠すことは、われの次の行動が判断できないので、敵は多大の不安を生じ混乱を続けるものである。事実米国では機動部隊が米本土西岸に現れるかも知れないと騒いだと聞いている。それなのに大した効果も期待できないミッドウェー島を攻撃して、われの所在を現わすことは、敵の立ち直りを早くするに過ぎないから、このまま所在を示さない方が有利と考えた。」と戦後語っている。また、航空参謀の源田実は「支那事変の経験から飛行機の陸上攻撃は不徹底で、到底連合艦隊の要求するような再度使用不能にするような方法は考えられなかった。それより敵は混乱その極に達しているから、この際はむしろわが所在を秘匿しておく方が有利だと考えた。」と戦後語っている。
一方で、第八戦隊首席参謀藤田菊一中佐は、ミッドウェー攻撃破壊は連合艦隊の適切な処置として支持している。
連合艦隊司令部では、ミッドウェー空襲の報告がこないことに困惑していたが、14日に南雲から攻撃断念の電文を受けとり、宇垣は「少々失望」したという。そこで連合艦隊司令部は、代わってウェーク島の戦いへの協力を命じ、第一航空艦隊では「一応の計画」を盾に反発があったものの、最終的には第二航空戦隊（蒼龍、飛龍）・第八戦隊（利根、筑摩）・第17駆逐隊（谷風、浦風）をウェーク島近海に派遣することとなった。
12月23日、第一航空艦隊は日本本土に帰着。午後6時、宇垣連合艦隊参謀長は空母「赤城」に草鹿参謀長を尋ね、凱旋を祝った。草鹿参謀長は作戦中の所見を述べるとともに、ミッドウェー島攻撃命令について「帰途に於けるミッドウェー空襲命令は情況許す限りなりしも、参謀長自身としては腹が立ちたり。」と批判した。

### 参加兵力
日本
- ミッドウェー破壊隊[36]（指揮官：第七駆逐隊司令小西要人大佐）
  - 駆逐艦（第七駆逐隊第一小隊）：「潮」、「漣」
  - 特務艦：「尻矢」

第七駆逐隊は、第一航空戦隊の元来の護衛兵力である。破壊隊が「第一航空艦隊からの分離」から単独で行動する計画に改められた時期は不明であるが、気象条件などの理由から航続力に懸念材料はないとされた。なお、ミッドウェー破壊隊は機動部隊に属する。
アメリカ
- 陸上兵力：海兵隊784名[38]、5インチ砲6門[38]、3インチ高射砲12門[38]、12.7ミリ機銃30挺[38]、7.62ミリ機銃30挺[38]
- 航空兵力：飛行艇12機[17]

兵力のうち飛行艇に関しては、1機が修理中で5機は真珠湾攻撃を受けてミッドウェー島南東海域の哨戒に飛び立っており、4機はオアフ島へ移動途中、残りの2機は空母「レキシントン」 が輸送していた増援機の誘導のため不在であり、ミッドウェー破壊隊のいる西方海域に向かうものは1機もなかった。

### 損害
日本
なし
アメリカ
- 死傷者4名[2]
- 飛行艇格納庫（屋根の部分）[2]
- サンド島の倉庫の大部焼失[2]
- 無線方位測定器破壊（パンアメリカン航空のもの）[2]
- 飛行艇1機大破[2]

死傷者のうち、ジョージ・キャノン海兵中尉は砲撃により負傷したもののリーダーシップを発揮して部下を落ち着かせたが、出血多量により絶命。この功績により、キャノンは太平洋戦争における海兵隊員最初の名誉勲章が授けられた。

## 1942年
ミッドウェー島は日本側からは気になる存在であり続け、アメリカ側も航空機や人員などの補給を行って防備を固めた。1942年1月22日に伊号第二四潜水艦（伊24）、2月上旬には伊号第六九潜水艦（伊69）と、潜水艦によって二度の砲撃を行っている。もっとも、伊24は5発程度撃っただけで猛烈な反撃を受けて潜航せざるを得ず、同時に砲撃しようと浮上した伊号第一八潜水艦（伊18）は反撃により一発も撃てず潜航を余儀なくされた。
1942年6月、ミッドウェー作戦では、第七戦隊（司令官は栗田健男中将）の重巡洋艦4隻（三隈、最上、熊野、鈴谷）でミッドウェー島を砲撃する予定であったが、ミッドウェー海戦の敗北を受けて中止された。